# Герб на Испания
Гербът на Испания е официалният герб на държавата. Утвърден е на 5 октомври 1981 година. Същият герб се намира и на националното испанско знаме. Гербът е съставен от щит, на който се намират символите на кралството. Над щита е кралската корона. От двете страни има по един стълб, които символизират географията на Испания. На червена лента е написано мотото: Plus Ultra.